# 南京大學心理學系
南京大學心理學系是中國第一個心理學系，成立於民國9年，2008年在停辦50余年後恢復成立。

## 歷史
- 民國9年（1920年），南京高等師範學校成立心理學系，并建立了心理实验室。次年高師改大，南高心理學系更名國立東南大學心理學系，隸屬教育科，兼屬文理科（文理科後分出理科）。當時心理系的學生在學程上有兩組趨向：一組重理學之學科，一組重教育之學科。這種趨向影響中國心理學，直至今日猶存。
- 民國16年（1927年）後，國立東南大學改為國立中央大學，原心理系注重理科之學科組成心理學系，隸屬于理學院。原注重教育之學科組成教育心理組，隸屬教育學系；民國18年改為教育心理系；民國21年合併為一個心理系，隸屬教育學院；民國28年改屬理學院。
- 1949年，中央大學改稱南京大學。1956年，南京大學心理系遷至北京，和中國科學院心理學研究室合併組建中國科學院心理學研究所。
- 1993年，南京大學成立了全國高校第一家社會心理學研究所。
- 2008年，南京大學心理學系重新成立，隸屬社會學院。

## 校友
學者教授
- 陸志韋
- 廖世承
- 陳鶴琴
- 肖孝嶸
- 潘菽

畢業肄業校友
- 歐陽翥
- 吳定良
- 盧於道
- 朱智賢
- 丁瓚
- 郭祖超
- 季鐘璞
- 路君約
- 匡培梓
- 劉世熠
- 劉範

## 相关机构
- 南京师范大学心理学系
- 中国科学院心理学研究所（页面存档备份，存于）